# XEDTL-AM
Tropicalísima cuyo indicativo es XEDTL-AM, es una emisora de radio que emite desde la Ciudad de México en la frecuencia de 660 kHz de la banda de amplitud modulada con 50 mil watts diurna y 10 mil watts nocturna de potencia. Pertenece al Instituto Mexicano de la Radio (IMER).

## Historia
Inició transmisiones el 1 de abril de 2003, en el 1350 de amplitud modulada.
| Predecesor: Radio 6.20 XENK-AM/Radio 620 kHz | Emisoras de radio en frecuencia modulada de la Ciudad de México Tropicalísima XEDTL-AM 660 kHz | Sucesor: Radio Centro / El Fonógrafo XEN-AM 690 kHz |